# Danielle Bradbery

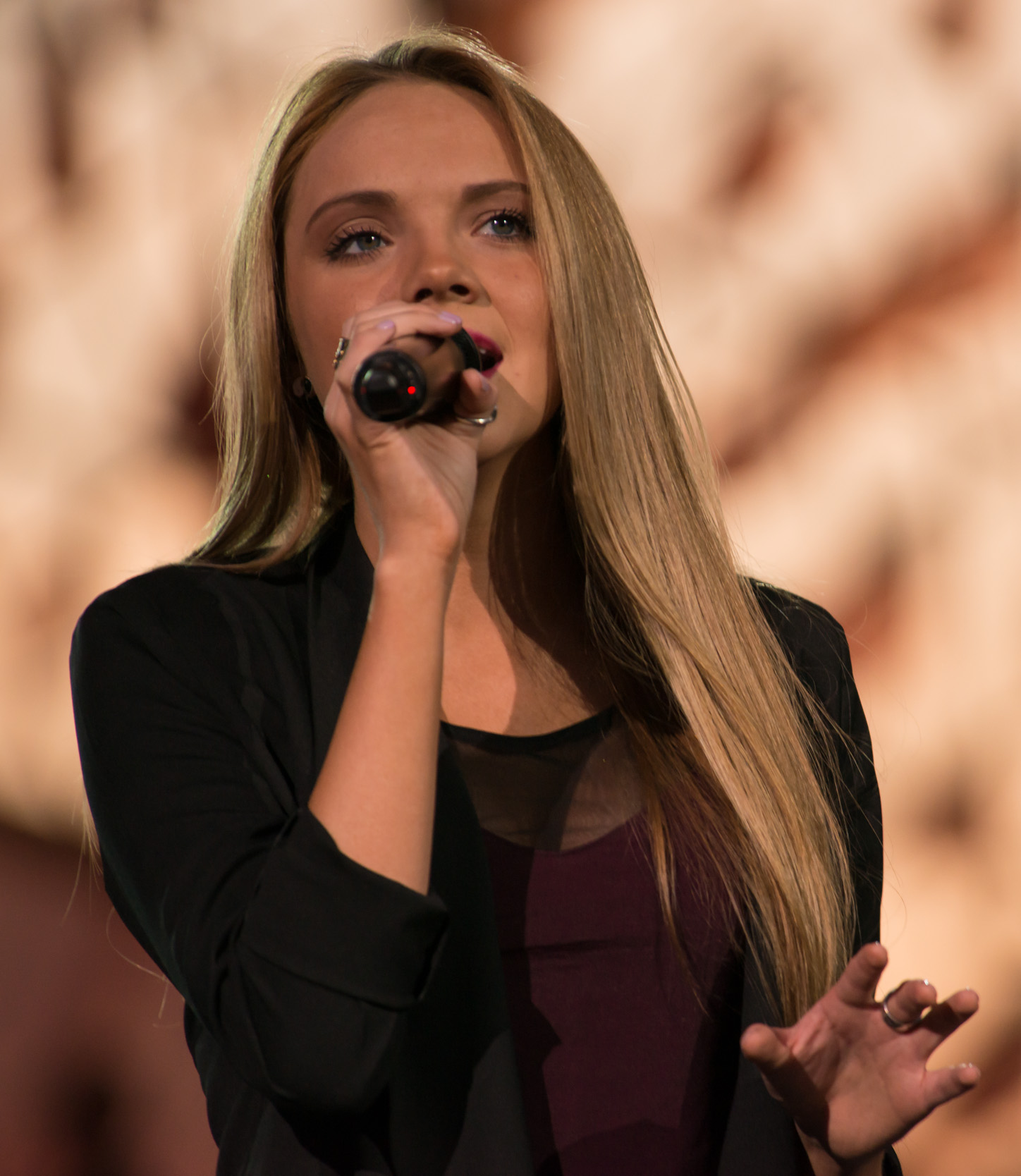
Danielle Bradbery (2014)

Danielle Simone Bradbery (* 23. Juli 1996 in League City, Texas) ist eine US-amerikanische Countrysängerin. Sie wurde 2013 als Gewinnerin der vierten Staffel der Castingshow The Voice bekannt.

## Biografie
Mit 16 Jahren war Danielle Bradbery eine der jüngsten Teilnehmerinnen an der Castingshow The Voice im Frühjahr 2013. Obwohl sie nach eigenen Angaben keine Bühnenerfahrung und keine Gesangsausbildung hatte, überstand sie problemlos die Blind Auditions mit dem Song Mean der Countrypop-Sängerin Taylor Swift. Die meisten ihrer Coverversionen in der Show waren Countrysongs. Die Texanerin kam souverän durch die Vor- und Liverunden per Zuschauervotum und auch außerhalb der Sendungen gehörte sie zu den erfolgreichsten Teilnehmern und kam mit ihren Songs regelmäßig in die Top 10 der täglichen iTunes-Charts. Schließlich gewann sie nach sieben Liverunden die vierte Staffel der Show als bis dahin jüngste Siegerin. Auch in den US-Charts gehörte sie zu den erfolgreichsten Teilnehmern von The Voice: Alle ihre Beiträge platzierten sich in den Countrycharts, sechs davon auch in den Hot 100, und ihre Show-Compilation erreichte mit Platz 19 die höchste Position aller bisherigen Teilnehmer.
Im November 2013 konnte Danielle Bradbery an ihren Erfolg anknüpfen und kam auch mit ihrem ersten eigenen, nach ihr selbst benannten Album in die Top 20 der Charts. Anfang 2014 trat sie auf der US-Tour von Brad Paisley im Vorprogramm auf.

## Diskografie

### Alben
| Jahr | Titel                                        | Höchstplatzierung, Gesamtwochen, AuszeichnungChartplatzierungen (Jahr, Titel, Platzierungen, Wochen, Auszeichnungen, Anmerkungen) | Höchstplatzierung, Gesamtwochen, AuszeichnungChartplatzierungen (Jahr, Titel, Platzierungen, Wochen, Auszeichnungen, Anmerkungen) | Anmerkungen |
| Jahr | Titel                                        | US | Country | Anmerkungen |
| ---- | -------------------------------------------- | --- | --- | ----------- |
| 2013 | The Voice – The Complete Season 4 Collection | US19 (2 Wo.)US | Country6 (6 Wo.)Country |             |
| 2013 | Danielle Bradbery                            | US19 (9 Wo.)US | Country5 (21 Wo.)Country |             |
| 2017 | I Don’t Believe We’ve Met                    | US41 (1 Wo.)US | Country6 (2 Wo.)Country |             |

### Singles
| Jahr | Titel Album                                                                | Höchstplatzierung, Gesamtwochen, AuszeichnungChartplatzierungen (Jahr, Titel, Album, Platzierungen, Wochen, Auszeichnungen, Anmerkungen) | Höchstplatzierung, Gesamtwochen, AuszeichnungChartplatzierungen (Jahr, Titel, Album, Platzierungen, Wochen, Auszeichnungen, Anmerkungen) | Anmerkungen                                            |
| Jahr | Titel Album                                                                | US | Country | Anmerkungen                                            |
| ---- | -------------------------------------------------------------------------- | --- | --- | ------------------------------------------------------ |
| 2013 | Maybe It Was Memphis The Complete Season 4 Collection                      | US92 (2 Wo.)US | Country25 (3 Wo.)Country | Original: Pam Tillis                                   |
| 2013 | Wasted The Complete Season 4 Collection                                    | — | Country35 (1 Wo.)Country | Original: Carrie Underwood                             |
| 2013 | Heads Carolina, Tails California The Complete Season 4 Collection          | US91 (1 Wo.)US | Country23 (1 Wo.)Country | Original: Jo Dee Messina                               |
| 2013 | Grandpa (Tell Me ’Bout the Good Old Days) The Complete Season 4 Collection | US89 (1 Wo.)US | Country24 (1 Wo.)Country | Original: The Judds                                    |
| 2013 | A Little Bit Stronger The Complete Season 4 Collection                     | — | Country31 (1 Wo.)Country | Original: Sara Evans                                   |
| 2013 | Shake the Sugar Tree The Complete Season 4 Collection                      | — | Country38 (1 Wo.)Country | Original: Pam Tillis                                   |
| 2013 | Who I Am The Complete Season 4 Collection                                  | US78 (1 Wo.)US | Country22 (2 Wo.)Country | Original: Jessica Andrews                              |
| 2013 | Please Remember Me The Complete Season 4 Collection                        | US91 (1 Wo.)US | Country30 (1 Wo.)Country | Original: Rodney Crowell                               |
| 2013 | Born to Fly The Complete Season 4 Collection                               | US75 (1 Wo.)US | Country20 (1 Wo.)Country | Original: Sara Evans                                   |
| 2013 | Timber, I’m Falling in Love The Complete Season 4 Collection               | — | Country30 (1 Wo.)Country | Original: Patty Loveless Duett mit Coach Blake Shelton |
| 2013 | The Heart of Dixie Danielle Bradbery                                       | US58 Gold · (13 Wo.)US | Country16 (27 Wo.)Country |                                                        |
| 2015 | Friend Zone –                                                              | — | Country41 (2 Wo.)Country |                                                        |
| 2017 | Sway I Don’t Believe We’ve Met                                             | US— GoldUS | Country39 (11 Wo.)Country |                                                        |
| 2018 | Worth It I Don’t Believe We’ve Met                                         | US— GoldUS | Country49 (2 Wo.)Country |                                                        |
| 2018 | Goodbye Summer I Don’t Believe We’ve Met                                   | — | Country39 (2 Wo.)Country | mit Thomas Rhett                                       |

Weitere Lieder
- Songs aus den The-Voice-Sendungen vom 25. März bis 18. Juni 2013
  - Mean (Taylor Swift)
  - Put Your Records On (Corinne Bailey Rae – Battle mit Caroline Glaser)
  - Jesus Take the Wheel (Carrie Underwood)
- 2014: Young in America
- 2020: Never Have I Ever
- 2021: Stop Draggin’ Your Boots (US: Gold)

## Auszeichnungen für Musikverkäufe
| Goldene Schallplatte - Kanada - 2020: für die Single Sway - 2022: für die Single Stop Draggin’ Your Boots |

Anmerkung: Auszeichnungen in Ländern aus den Charttabellen bzw. Chartboxen sind in ebendiesen zu finden.
| Land/RegionAuszeichnungen für Musikverkäufe (Land/Region, Auszeichnungen, Verkäufe, Quellen) | Gold     | Platin | Verkäufe  | Quellen         |
| -------------------------------------------------------------------------------------------- | -------- | ------ | --------- | --------------- |
| Kanada (MC)                                                                                  | 2× Gold2 | —      | 80.000    | musiccanada.com |
| Vereinigte Staaten (RIAA)                                                                    | 4× Gold4 | —      | 2.000.000 | riaa.com        |
| Insgesamt                                                                                    | 6× Gold6 | —      |           |                 |